# یازدهمین دوره کتاب سال جمهوری اسلامی ایران
مراسم یازدهمین دوره کتاب سال جمهوری اسلامی ایران در بهمن ۱۳۷۲ در تهران برگزار شد.

## آثار منتخب
| شاخه                     | عنوان                                       | نویسنده                                | مترجم                                                      | ناشر                                   | سال  | جایزه        |
|                          | رده‌بندی PIR زبان‌ها و ادبیات ایرانی          | ماندانا صدیق بهزادی                    |                                                            | کتاب‌خانهٔ ملی جمهوری اسلامی ایران       | ۱۳۷۱ | برگزیده      |
|                          | فرهنگ معاصر انگلیسی-فارسی                   | محمدرضا باطنی با دستیاری فاطمه آذرمهر  |                                                            | فرهنگ معاصر                            | ۱۳۷۱ | برگزیده      |
| فلسفه اسلامی             | عیون مسائل النفس                            | حسن حسن‌زاده آملی                       |                                                            | امیر کبیر                              | ۱۳۷۱ | برگزیده      |
| علوم قرآنی               | تفسیر راهنما                                | اکبر هاشمی رفسنجانی (و جمعی از محققان) |                                                            | دفتر تبلیغات اسلامی حوزهٔ علمیهٔ قم      | ۱۳۷۱ | برگزیده      |
| اخلاق                    | نقطهٔ آغاز در اخلاق عملی                     | محمدرضا مهدوی کن                       |                                                            | دفتر نشر فرهنگ اسلامی                  | ۱۳۷۱ | برگزیده      |
| فقه و اصول               | منتهی المطلب فی تحقیق المذهب                | علامه حلی                              |                                                            | بنیاد پژوهش‌های اسلامی آستان قدس رضوی   | ۱۳۷۱ | برگزیده      |
| سیره معصومین             | الجمل و النصرة لسید العترة فی حرب البصرة    | ابوعبدالله محمد بن نعمان (شیخ مفید)    |                                                            | دفتر تحقیقات اسلامی                    | ۱۳۷۱ | برگزیده      |
| مردم‌شناسی و قوم‌شناسی     | کوچ‌نشینی در شمال خراسان                     | محمد حسین پاپلی یزدی                   | اصغر کریمی                                                 | مؤسسه انتشارات و چاپ آستان قدس رضوی    | ۱۳۷۱ | برگزیده      |
| حسابداری                 | اصول حسابداری ۲                             | یحیی حساس یگانه                        |                                                            | مرکز چاپ و انتشارات دانشگاه پیام نور   | ۱۳۷۱ | برگزیده      |
| حسابداری                 | اصول حسابداری ۳                             | فس و نیس و نگر                         | مهدی تقوی، ایرج نیک‌نژاد                                    | پیشبرد                                 | ۱۳۷۱ | برگزیده      |
| ریاضیات                  | بوزجانی نامه؛ زندگی و آثار ابوالوفا بوزجانی | ابوالقاسم قربانی، محمد علی شیخان       |                                                            | سازمان انتشارات و آموزش انقلاب اسلامی  | ۱۳۷۱ | برگزیده      |
| زمین‌شناسی                | اصول ژئوشیمی                                | برایان میسون، کارلتون ب. مر            | فرید مر، علی اصغر شرفی                                     | مرکز نشر دانشگاه شیراز                 | ۱۳۷۱ | برگزیده      |
| زیست‌شناسی                | مهندس محیط زیست                             | مجید عباس‌پور                           |                                                            | مرکز انتشارات علمی دانشگاه آزاد اسلامی | ۱۳۷۱ | برگزیده      |
| پزشکی                    | فیزیولوژی انسانی                            | حسین سندگل                             |                                                            | یزد                                    | ۱۳۷۱ | برگزیده      |
| پزشکی                    | استخوان‌شناسی                                | حسین حکمت، فاطمه فدایی، محسن نوروزیان  |                                                            | مموسسه نشر جهاد                        | ۱۳۷۱ | برگزیده      |
| مواد و معدن              | کانه آرایی                                  | حسین نعمت‌اللهی                         |                                                            | مؤسسه انتشارات و چاپ دانشگاه تهران     | ۱۳۷۱ | برگزیده      |
| مواد و معدن              | اصول مهندسی و علم مواد                      | لارنس اچ. ون ولک                       | فخرالدین اشرفی‌زاده، فریبا سعادت، اردشیر طهماسبی، احمد منشی | مرکز نشر دانشگاهی                      | ۱۳۷۱ | برگزیده      |
| کامپیوتر                 | علم و هنر شبیه‌سازی سیستم‌ها                  | رابرت شانون                            | علی اکبر عرب مازار                                         | مرکز نشر دانشگاهی                      | ۱۳۷۱ | برگزیده      |
| مکانیک                   | طراحی اجزای ماشین (طراحی در مهندسی مکانیک)  | ژوزف ادوارد شیگلی                      | ایرج شادروان                                               | علم و صنعت                             | ۱۳۷۱ | برگزیده      |
| تاریخ و نقد ادبی         | حواصل و بوتیمار                             | امیرحسین یزدگردی                       |                                                            | مؤسسه انتشارات و چاپ دانشگاه تهران     | ۱۳۷۱ | برگزیده      |
| ادبیات کودکان و نوجوانان | تندپا و بادپا                               | اورسولا ولفل                           | کمال بهروزکیا                                              | شورا                                   | ۱۳۷۱ | برگزیده      |
| جغرافیا                  | مبانی آب و هواشناسی                         | بهلول علیجانی، محمدرضا کاویانی         |                                                            | سمت                                    | ۱۳۷۱ | برگزیده      |
| اقتصاد                   | اقتصاد رشد و توسعه                          | مرتضی قره‌باغیان                        |                                                            | نی                                     | ۱۳۷۱ | شایسته تقدیر |
| زمین‌شناسی                | مقدمه‌ای بر اصول پالینولوژی                  | محمد قویدل سیوکی                       |                                                            | روابط عمومی شرکت ملی نفت ایران         | ۱۳۷۱ | شایسته تقدیر |
| علوم پزشکی               | مبانی سل‌شناسی (ج ۱)                         | علی اکبر ولایتی و دیگران               |                                                            | دفتر نشر فرهنگ اسلامی                  | ۱۳۷۱ | شایسته تقدیر |
| عمران                    | دینامیک سازه‌ها (مقدماتی)                    | آنیل ک. چوپرا                          | محمد مهدی سعادت‌پور                                         | مؤسسه انتشارات و چاپ دانشگاه تهران     | ۱۳۷۱ | شایسته تقدیر |
| عمران                    | اصول مهندسی خاک                             | براژا م. داس                           | شاپور طاحونی                                               | مترجم                                  | ۱۳۷۱ | شایسته تقدیر |
| شیمی                     | مهندسی شیمی                                 | ج.م. کولسن، ج.ف. ریچاردسون             | محسن عدالت (با همکاری سودابه دلیل)                         | مرکز نشر دانشگاهی                      | ۱۳۷۱ | شایسته تقدیر |
| کامپیوتر                 | برنامه‌نویسی به زبان فرترن ۷۷                | چارلین بی کرستبرگ، نورمن تی کارپنتر    | سید غلامرضا پناهی                                          | دانشگاه گیلان                          | ۱۳۷۱ | شایسته تقدیر |
| کامپیوتر                 | مقدمه‌ای بر تکنولوژی robot                   | محمد هاشمی                             |                                                            | مؤسسه فرهنگی شریف                      | ۱۳۷۱ | شایسته تقدیر |
| ادبیات کودکان و نوجوانان | یارحسنی و ننه کوچیکه و دختر نارنج و ترنج    | شکوه قاسم‌نیا                           |                                                            | حوزه هنری سازمان تبلیغات اسلامی        | ۱۳۷۱ | شایسته تقدیر |
| ادبیات کودکان و نوجوانان | قصه‌های سبلان (۱ و ۲)                        | محمدرضا بایرامی                        |                                                            | حوزه هنری سازمان تبلیغات اسلامی        | ۱۳۷۱ | شایسته تقدیر |
| ادبیات کودکان و نوجوانان | راهزن‌ها                                     | حسین فتاحی                             |                                                            | کانون پرورش فکری کودکان و نوجوانان     | ۱۳۷۱ | شایسته تقدیر |
| نقاشی                    | نقاشی پشت شیشه                              | هادی سیف                               |                                                            | سروش                                   | ۱۳۷۱ | شایسته تقدیر |
| هنرهای تزیینی            | دستبافت‌های عشایری و روستایی فارس            | سیروس پرهام                            |                                                            | امیر کبیر                              | ۱۳۷۱ | شایسته تقدیر |
| جغرافیا                  | درآمدی بر روش‌ها و فنون میدانی جغرافیا       | جان اف. لونسبری، فرانک تی. آلدریچ      | بهلول علیجانی                                              | سمت                                    | ۱۳۷۱ | شایسته تقدیر |